# Atelopus chiriquiensis
Atelopus chiriquiensis  es una especie de anfibio anuro de la familia Bufonidae. 
Esta rana se considera extinta y se cree que la principal causa de su extinción fue la quitridiomicosis, aunque otros factores también pudieron contribuir. Era endémica de la cordillera de Talamanca-Chiriquí en Costa Rica y el oeste de Panamá. Era una especie diurna que habitaba junto a arroyos en bosques montanos entre los 1400 y los 2500 metros de altitud.